# Per Emanuel Ullberg
Per Emanuel Ullberg, född 10 april 1866 i Hälsingtuna socken, död 17 december 1945 i Uppsala, var en svensk kulturtekniker.
Per Emanuel Ullberg var son till klockaren, organisten och folkskolläraren Erik Ullberg och Margta Persdotter. Han avlade mogenhetsexamen i Hudiksvall 1885, agronomexamen vid Ultuna lantbruksinstitut 1889 och lantmäteriexamen 1890. Han genomgick kurs för lantbrukingenjörskompetens 1891, skaffade sig både verkstads- och jordbrukspraktik samt avlade specialexamen i maskinlära med mera vid Tekniska högskolan 1895. 1890–1892 tjänstgjorde han som lantmäteriauskultant i Norrbottens, Gävleborgs och Kopparbergs län. Ullberg knöts 1892 till Ultuna lantbruksinstitut som adjunkt i redskapslära, byggnadslära, fältmätning och ritning, från 1900 i byggnadslära, läran om jords torrläggning och bevattning samt fältmätning och ritning. Han blev 1911 lektor där i husbyggnadslära och kulturteknik med fältmätning samt 1917 professor i dessa ämnen och avgick 1932. 1930 blev han ledamot av Lantbruksakademien. Ullberg företog vidsträckta studieresor, delvis med statsmedel, inom Europa och besökte även USA och Kanada. Efter sitt avsked var han bosatt i Uppsala. Ullberg var bland annat ledamot av redskapsprovningsnämnden vid Ultuna 1897–1899 (sekreterare från 1898), ledare för fortbildningskurser för jordbrukskonsulenter med flera 1919, 1920, 1921 och 1927 samt prisdomare vid flera allmänna svenska lantbruksmöten. I sin produktion behandlade han byggnads-, lantmäteri- och torrläggningsfrågor samt spörsmål rörande undervisningen inom dessa områden. Bland hans skrifter märks Studier rörande dikning, ängsvattning m. m. i Danmark, Tyskland och Holland (1899), Om byggnad och underhåll av vägar (1918), Svinhusbyggnader (1919), Handledning vid utförandet av kulturtekniska beräkningar (1921) och Jords torrläggning och bevattning (1934). 1911 fick han första pris i en av Lantbruksakademien utlyst tävlan om den bästa skriften rörande ventilation i djurstallar. Ullberg erhöll även guldmedalj vid allmänna svenska lantbruksmötet 1901 för konstruktion av en självregistrerande apparat för mätning av tiltans dimensioner. Han var varmt intresserad av etiska, religiösa och sociala frågor.